# Passages nuageux
 (juillet 2025).
Pour plus de détails, voir Fiche technique et Distribution.

Passages nuageux (Partly Cloudy) est un court métrage d'animation américain des Pixar Animation Studios, écrit et réalisée par Peter Sohn. Il est sorti en 2009, en avant-programme du long métrage Là-haut.

## Synopsis
Une cigogne livre les bébés à leurs propriétaires, et fait équipe avec un nuage très différent des autres.

## Fiche technique
- Titre : Passages nuageux
- Titre original : Partly Cloudy (littéralement « Partiellement nuageux »)
- Réalisation et scénario : Peter Sohn
- Musique : Michael Giacchino
- Montage : Jason Hudak
- Production : Kevin Reher
- Sociétés de production : Pixar Animation Studios et Walt Disney Pictures
- Pays de production :  États-Unis
- Langue originale : aucune (absence de dialogue)
- Format : couleur - 1,85:1 - Dolby Digital
- Durée : 6 minutes
- Dates de sortie :
  - États-Unis : 16 mai 2009 (Los Angeles) ; 29 mai 2009 (sortie nationale)
  - France : 29 juillet 2009

## Distribution
Les personnages ne disent aucun mots, mais produisent divers sons, qui traduisent notamment leurs émotions.
- Tony Fucile : les personnages masculins (voix)
- Lori Richardson : les personnages féminins (voix)